# غوردن باشفورد
غوردن دينيس باشفورد (بالإنجليزية: Gordon Bashford)‏ (27 أغسطس 1916 – 21 سبتمبر 1991) كان مهندس تصميم سيارات بريطاني، وقد لعب دورًا هامًا في تصميم معظم سيارات روفر المنتجة بعد الحرب العالمية الثانية، بما في ذلك لاند روفر ورينج روفر.

## المسيرة

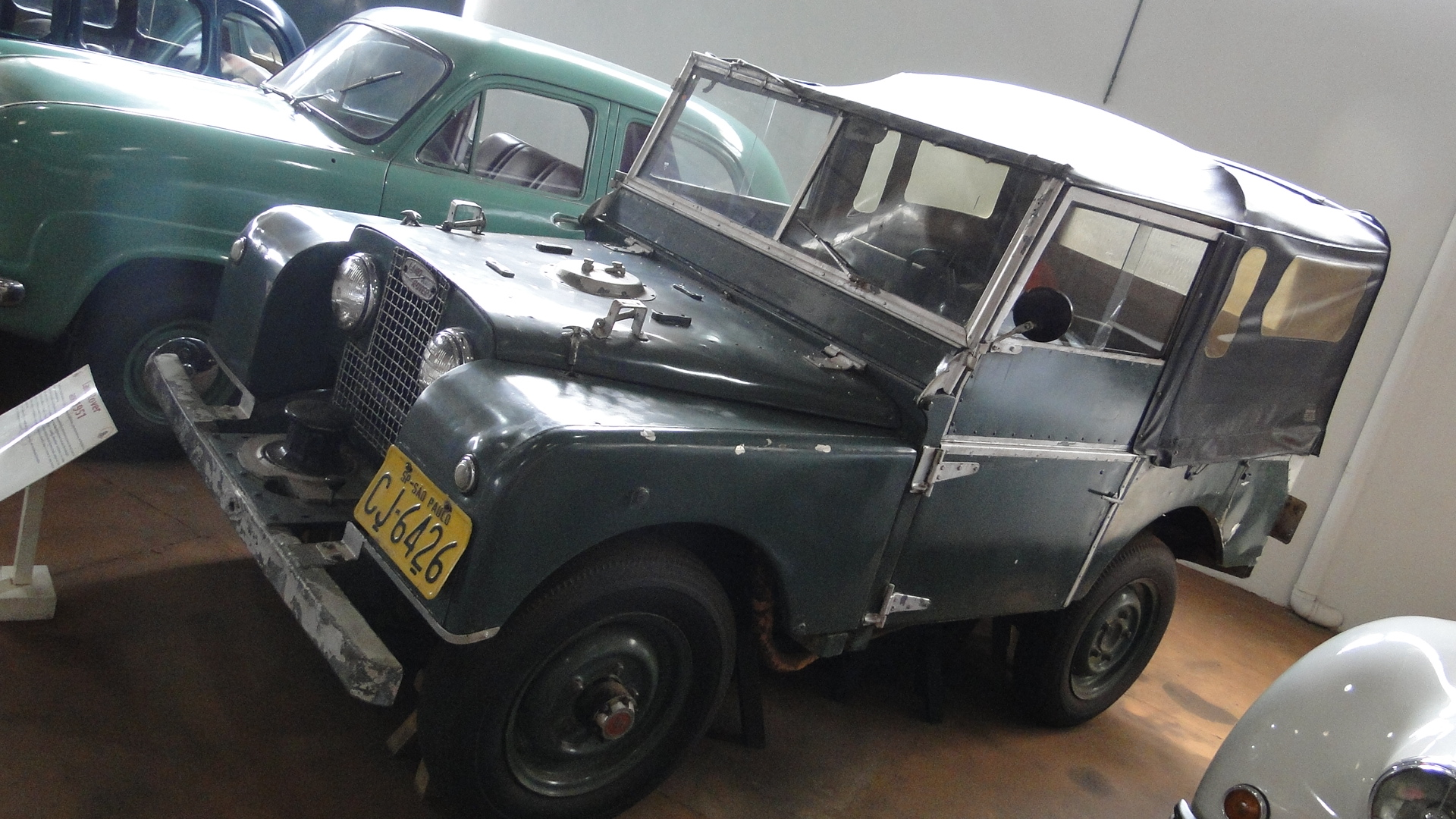
واحدة من أوائل سيارات لاند روفر

انضم غوردن إلى شركة روفر عندما كان عمره 14 سنة بصورة متدرب في 1930، واستمر معهم ليصبح أحد أهم الأسماء في تصميم مركبات الطرقات الوعرة الثورية لاند روفر التي أطلقت في معرض أمستردام للسيارات في 1948.
بعد لاند روفر، دخل غوردن في تطوير سلسلة من سيارات روفر التي صممها ديفيد باتش، بما في ذلك روفر بي4 وروفر بي6 وروفر إس دي1 التي ربحت جائزة سيارة العام في أوروبا 1977.
كما لعب غوردن دورًا هامًا إلى جانب سبين كينغ في تطوير رينج روفر 1970.
تقاعد غوردن في 1981.